# Адамс, Уэстон
Уэстон Адамс (англ. Weston Adams; род. 16 сентября 1938, Колумбия) — американский политик, дипломат, юрист.

## Биография
Родился в столице штата Южная Каролина, городе Колумбия, в семье Роберта Адамса IV и Хелен Хейз Кэлхун. Принадлежит к династии южнокаролинских политиков Адамсов. Его прямой предок Джоэл Адамс заседал в Палате представителей Южной Каролины ещё в 1814-15 годах, а один из родственников — Джеймс Хопкинс Адамс, был 66-м губернатором штата.
Выпускник Университета Южной Каролины и школы права при этом же университете. После окончания университета, служил в корпусе генеральных судей в составе ВВС США (1963—66 гг.), а затем, с 1966 по 1973 год, в составе командования резерва ВВС.
В 1972 году был избран в Палату представителей Южной Каролины, где заседал до 1974 года. В 1980 году был членом коллегии выборщиков. Также в 1976, 1980, 1988 и 1992 годах был делегатом национального съезда Республиканской партии.
В 1982 году был в составе делегации США на инаугурации президента Доминиканской Республики Сальвадора Хорхе Бланко. С 1982 по 1984 год служил в национальной комиссии США при ЮНЕСКО. При президенте Рональде Рейгане был назначен послом Соединённых Штатов в Республике Малави. Находился в должности с 1984 по 1986 год.

## Кинематограф
Адамсу принадлежала кинокомпания Solar Filmworks, которая в 2007 году спродюсировала фильм Последний конфедерат: История Роберта Адамса по сценарию Уэстона Адамса и его сына Джулиана. Фильм посвящён истории любви Роберта Адамса II и Эвелин МакКорд, прадеду и прабабке Уэстона.

## Личная жизнь
Был женат на американской художнице Элизабет Нельсон Адамс (1941—2020). У них было четверо детей:
- Роберт Адамс VI[англ.] (1963—2019), политтехнолог и лоббист.
- Уэстон Адамс III
- Дэниел Уоллес Адамс-Райли
- Джулиан Адамс[англ.], актёр, сценарист, продюсер.